# Kwong Wah Yit Poh
Kwong Wah Yit Poh oder Kwong Wah Daily (chinesisch 光華日報, Pinyin Guānghuá Rìbào, dt.: „Glanz Chinas Tageszeitung“) ist eine malaysische chinesische Tageszeitung, die am 20. Dezember 1910 von Dr. Sun Yat-sen gegründet wurde.
Die Idee, die Kwang Hwa Pao herauszugeben wurde ursprünglich von Sun, Hu Hanmin, Huang Xing und Wang Jingwei entwickelt, als sie 1907 Penang besuchten. Der Plan wurde jedoch wieder aufgegeben, als die finanzielle Absicherung wackelte, nachdem der Zinn-Preis zusammengebrochen war. Der Zweig der Tongmenghui in Yangon nahm jedoch die Idee auf und führte die Yan Kon Kwang Hwa Pao. Nach kurzer Zeit wurde die Zeitschrift in Rangoon von der Britischen Kolonialregierung wieder verboten aufgrund ihrer radikalen Haltung. In der Folge ging der Leiter der Rangoon Tongmenghui, Zhuang Yin'an nach Penang und gründete ein Committee um die Kwang Hwa Pao als Tageszeitung wiederzugründen.
Sie wurde umbenannt in Kwong Wah Yit Poh und zuerst im Gebäude der 120 Armenian Street gedruckt und herausgegeben. Die Adresse ist heute der Platz des Sun Yat-sen Museum Penang (Penang Philomatic Union).
Kwong Wah Yit Poh ist eine der ältesten chinesischsprachigen Zeitungen in Malaysia (neben Nanyang Siang Pau), und eine der ältesten chinesischen Zeitungen außerhalb von China, Hongkong und Taiwan, sowie eine der ältesten aktiven chinesischen Zeitungen (neben Ta Kung Pao). Sie war jedoch nicht die erste chinesische Zeitung in Malaysia.
Die Zeitung hatte ihre Herausgabe ab 1927 für fast ein Jahrzehnt eingestellt und erneut 1941 aufgrund des Zweiten Weltkriegs. Erst 1946 nahm sie ihre Arbeit wieder auf.
1936 erwarb Kwong Wah Yit Poh die Penang Sin Poe (gegr. 1895), Penangs erste chinesische Zeitung, welche auch als erste die Geschichte der Kwong Wah Yit Poh mitverfolgt hatte. Trotz des neuen Besitzers wurde Penang Sin Poe bis zum 30. September 1941 weiter veröffentlicht.
Kwong Wah Yit Poh verlor an Einfluss in den 1960ern, nachdem zwei der Direktoren verstarben. 1971 begann die Zeitschrift The Star ihre Veröffentlichung und arbeitete zunächst mit der Kwong Wah Yit Poh zusammen. Die Zeitung machte jedoch weiterhin Verluste und The Star machte sich von Kwong Wah Yit Poh selbstständig. The Star wurde 1976 eine nationale Tageszeitung und verlegte 1978 sein Büro nach Kuala Lumpur und 1981 nach Petaling Jaya.
Obwohl die Zeitung Malaysias Zeitung mit dem längsten Erscheinungsverlauf ist, wird die Zeitung nicht als National Newspaper anerkannt. Der größte Teil der Leserschaft lebt in den nördlichen Regionen.